# 1121
1121 (MCXXI) a fost un an obișnuit al calendarului iulian.

## Evenimente
- 12 august: Bătălia de la Didgori (Georgia). Regele David IV (Ziditorul) al Georgiei zdrobește trupele unei puternice coaliții musulmane; evenimentul marchează sfârșitul ocupației musulmane asupra Georgiei și a regiunii caucaziene.
- 11 decembrie: Vizirul Al-Afdal Shahanshah din Egipt este asasinat din ordinul califului fatimizi din Cairo, al-Amir.

### Nedatate
- octombrie: Împăratul bizantin Ioan al II-lea Comnen acordă noi privilegii comerciale negustorilor din Pisa.
- Începe revolta almohazilor în Maroc: Ibn Tumart, profet berber din Antiatlas, întorcându-se din Orient, se proclamă imam și propovăduiește djihad-ul împotriva almoravizilor în Maghreb.
- Regele Boleslaw al III-lea al Poloniei ocupă Stettin (astăzi, Szczecin), desăvârșind anexarea Pomeraniei occidentale.
- Regele irlandez din Connaught, Turlough O'Connor, devine stăpân al întregii Irlande.
- Regele Ludovic al VI-lea al Franței  (cel Gras) îl asociază la conducerea regatului pe fiul său, Filip.

## Arte, științe, literatură și filozofie
- 14 aprilie: Transformată în biserică, fosta moschee din Tudela este consacrată.
- Ari Thorgilsson scrie o istorie a Islandei (Islendingabok).
- Conciliul de la Soissons condamnă concepția lui Pierre Abelard asupra Sfintei Treimi; autorul este constrâns să părăsească Saint-Denis și se stabilește în apropiere de Nogent-sur-Seine.
- Creionul cu grafit își face apariția în Germania.
- Este construit templul din Halebîd, în statul indian Hoysala.
- Este fondată abația Reading, în Anglia.
- Filosoful francez Pierre Abelard publică prima sa carte, Theologia summi boni.
- Se construiește templul din Angkor Vat, în Cambodgia.

## Nașteri
- Mieszko al III-lea (cel Bătrân), rege al Poloniei (1173-1177), (d. 1202)

## Decese
- 18 ianuarie: Guillaume de Champeaux, filosof și teolog francez (n. 1070)
- 11 decembrie: Al-Afdal Shahanshah, vizir fatimid de Egipt (n. 1066)
- Masud ibn Saâd Salmân, poet de limbă persană (n. 1046)
- Zhou Tong, teoretician militar chinez (n. ?)